# ディグビー・イオアネ
ディグビー・イオアネ（Digby Ioane 1985年7月14日 - ）は 、ニュージーランド出身のラグビーユニオン選手。ポジションはウィング(WTB)、センター(CTB)。

## 人物
1985年7月14日、ウェリントンで生まれる。

身長184cm、体重100kg。
サモアの家系。
愛称は「DJ Ratt」。

## キャリア
ニュージーランドのウェリントンで生まれ、5歳のときにメルボルンへ移住、早い時期からラグビーユニオン、ラグビーリーグの両方で才能を開花させ、2002年、ブリスベンへ移住、セント・ジョセフス・カレッジに入学。カレッジのラグビーチームでは2年間トップチーム(First ＸＶ)に在籍、2002年と2003年にオーストラリア高校代表(Australian Schoolboys)に選出される。
2004年に19歳以下代表、同年21歳以下代表に選出、翌2005年も21歳以下代表に選出される。
2005年にスーパー12(現スーパーラグビー）のレッズと契約、しかし翌2006年、ウェスタン・フォースへ移籍する。2006年のスーパー14シーズンでは12試合出場、2トライを記録。同年、オーストラリアＡ代表に選出される。
2006年、21歳以下代表に選出され、IRB's U21 International Player of the Yearにノミネートされる。
2007年、ワラビーズに初選出、6月3日のウェールズ戦で代表デビューで初トライを記録。
2008年、ウェスタン・フォースからレッズへ移籍。
2011年、ワールドカップのオーストラリア代表に選出された。
2013年、トップ14のスタッド・フランセへ移籍。
2015年、トップリーグのホンダヒートへ移籍。
2017年、クルセイダーズへ移籍し、パナソニック ワイルドナイツへ移籍。
2019年、パナソニック ワイルドナイツを退団。

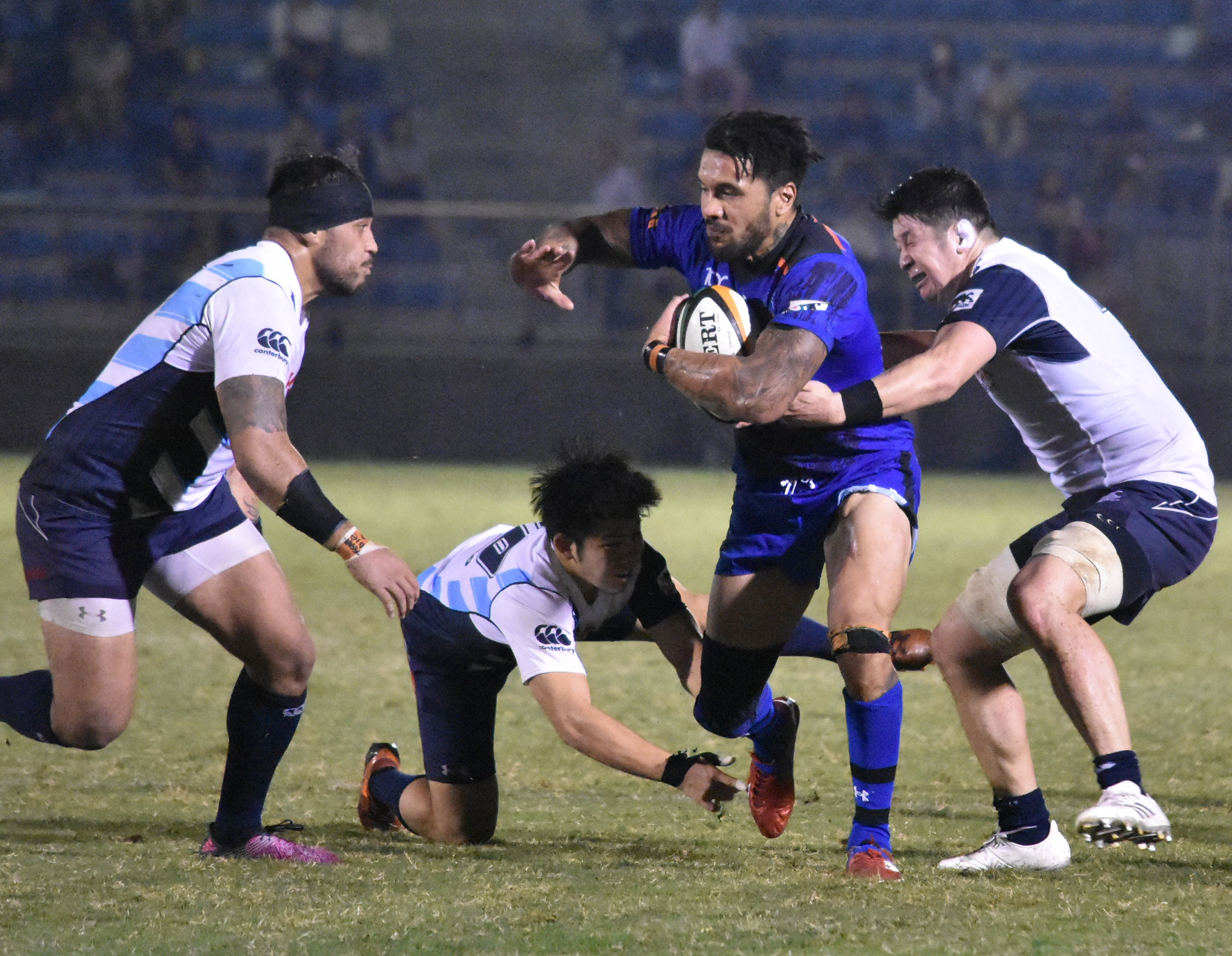
秩父宮ラグビー場（2018年9月22日撮影）
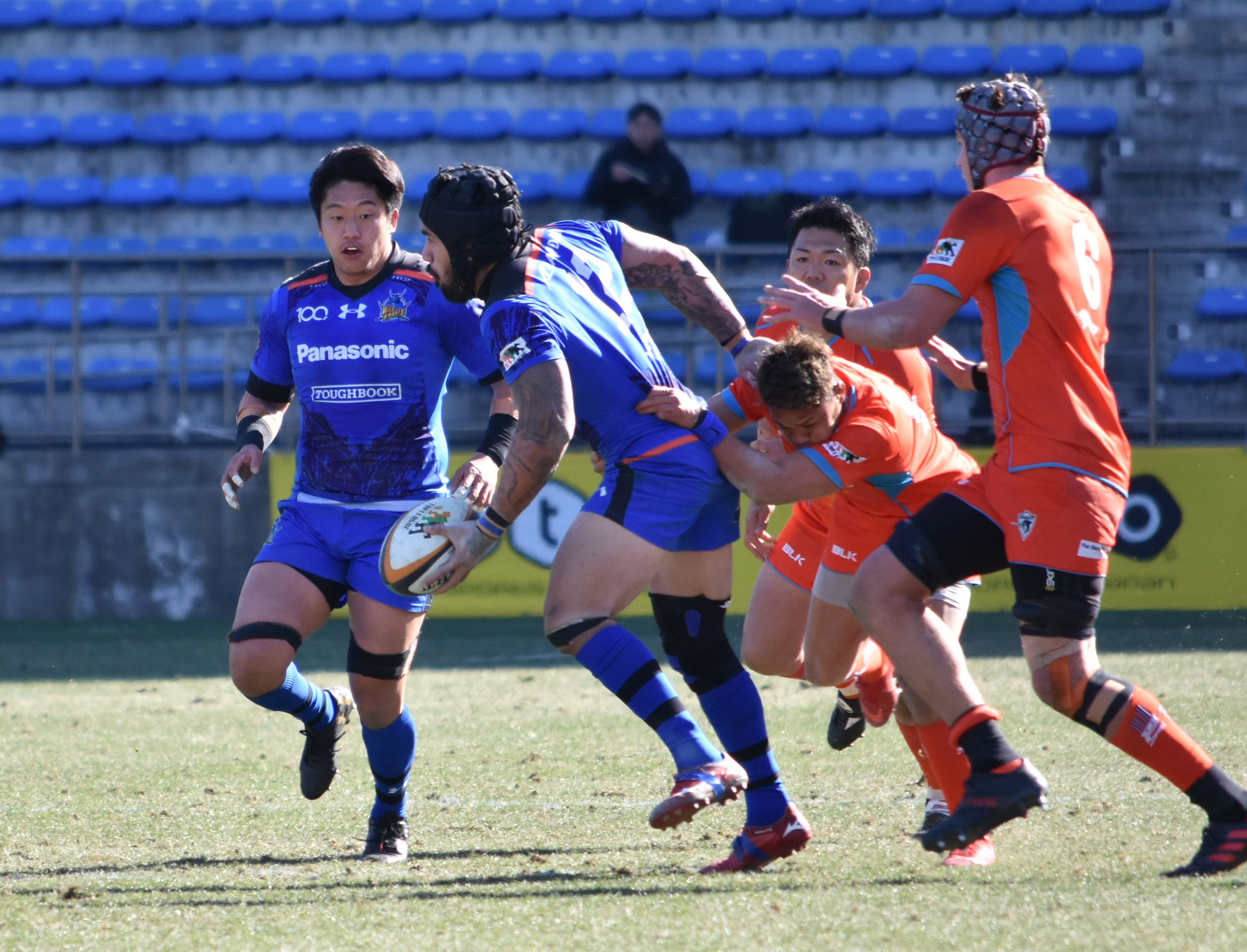
秩父宮ラグビー場（2019年1月19日撮影）